# International Love
International Love è il quarto singolo estratto da Planet Pit, album di Pitbull.
È stato estratto nel novembre 2011, e raffigura la collaborazione del cantante Chris Brown. La canzone parla della bellezza delle donne di tutto il mondo.

## Promozione
I due cantanti hanno eseguito il brano al Premio Lo Nuestro il 16 febbraio 2012. Il 26 febbraio 2012 si sono esebiti con "International Love" in una medley di canzoni, durante lo show della fine del primo tempo agli NBA All-Star Game.

## Video musicale
L'8 dicembre 2011 è stato pubblicato il trailer del video ufficiale, mentre il video completo è uscito il giorno seguente. Esso raffigura i due cantanti girare per il mondo (grazie al Chroma key). Mentre cantano, sullo sfondo vengono proiettate delle immagini di diverse città del pianeta. Comprende alcune scene riprese in alcuni concerti di Pitbull. Il video comprende anche una strofa inedita, cantata da
Pitbull nella parte iniziale della canzone.
È uno dei video che ha ottenuto la certificazione Vevo.

## Tracce
- Download digitale

1. International Love (feat. Chris Brown) – 3:48

- CD

1. "International Love" (Album Version) – 3:49
2. "International Love" (Jump Smokers Radio Mix) – 4:27

## Formazione
- Pitbull – Scrittore testo e voce
- Chris Brown - Voce
- Soulshock – Scrittore testo e produzione
- Peter Biker – Scrittore testo e produzione
- Sean Hurley – Scrittore testo e tastiera
- Claude Kelly – Scrittore testo e cori vocali
- Al Burna – Registrazione voce Pitbull
- Brian Springer – Registrazione voce Chris Brown

## Classifiche

### Classifiche internazionali
| Classifica (2011) | Posizione Massima |
| ----------------- | ----------------- |
| Australia         | 15                |
| Austria           | 8                 |
| Belgio (Friande)  | 20                |
| Belgio (Vallonia) | 13                |
| Canada            | 10                |
| Danimarca         | 30                |
| Finlandia         | 7                 |
| Francia           | 6                 |
| Irlanda           | 8                 |
| Norvegia          | 13                |
| Nuova Zelanda     | 7                 |
| Paesi Bassi       | 35                |
| Polonia           | 3                 |
| Romania           | 44                |
| Regno Unito       | 10                |
| Spagna            | 3                 |
| Svezia            | 34                |
| Svizzera          | 13                |
| Stati Uniti       | 13                |
| Stati Uniti Pop   | 6                 |

### Classifiche di fine anno
| Classifica (2012) | Posizione |
| ----------------- | --------- |
| Canada            | 40        |
| Regno Unito       | 80        |
| Spagna            | 26        |
| Stati Uniti       | 48        |

## Date di pubblicazione
| Nazione       | Data             | Formato                                  |
| ------------- | ---------------- | ---------------------------------------- |
| Stati Uniti   | 27 maggio 2011   | Download digitale - Singolo promozionale |
| Stati Uniti   | 11 ottobre 2011  | Radio                                    |
| Stati Uniti   | 1º novembre 2011 | Radio commerciale                        |
| Australia     | 7 novembre 2011  | Hit Radio                                |
| Gran Bretagna | 14 novembre 2011 | Download digitale                        |
| Germania      | 10 febbraio 2012 | CD                                       |